# کراپ ماسژن
کراپ ماسژن (به لاتین: Crap Masegn) یک کوه در سوئیس است که در کانتون گراوبوندن واقع شده‌است. کراپ ماسژن ۲٬۵۱۶ متر بالاتر از سطح دریا واقع شده‌است.